# Phyllomacromia legrandi
Phyllomacromia legrandi är en trollsländeart som först beskrevs av Jacques Gauthier 1987.  Phyllomacromia legrandi ingår i släktet Phyllomacromia och familjen skimmertrollsländor. IUCN kategoriserar arten globalt som otillräckligt studerad. Inga underarter finns listade i Catalogue of Life.